# السوده
السوده یک روستای توریستی در منطقه ابها در عربستان سعودی است که در استان عسیر واقع شده‌است. السوده ۲٬۸۰۰ متر بالاتر از سطح دریا واقع شده‌است و کوه‌های آن پوشیده از درختان متراکم ارس است.